# Bystrica
La Bystrica (in russo  Быстрица?) è un fiume della Russia europea orientale, affluente di sinistra del fiume Vjatka (bacino idrografico della Kama). Scorre nell'Oblast' di Kirov, nei rajon Orlovskij, Oričevskij, Kirovo-Čepeckij e Kumënskij. 
Il fiume ha origine vicino al villaggio di Verchobystrica, scorrendo in direzione nord-occidentale; sfocia nella Viatka a 626 km dalla foce. Ha una lunghezza di 166 km, il suo bacino è di 3 740 km². Ci sono numerosi insediamenti sul fiume, il più grande dei quali è l'insediamento di tipo urbano di Striži.
Il maggior affluente è l'Ivkina (lungo 104 km) proveniente dalla sinistra idrografica.